# Apogon axillaris
Apogon axillaris és una espècie de peix de la família dels apogònids i de l'ordre dels perciformes.

## Morfologia
Els mascles poden assolir els 15 cm de longitud total.

## Distribució geogràfica
Es troba a l'Atlàntic oriental: illa de Santa Helena.